# Panicum pulchellum
Panicum pulchellum är en gräsart som beskrevs av Giuseppe Raddi. Panicum pulchellum ingår i släktet vipphirser, och familjen gräs. Inga underarter finns listade i Catalogue of Life.